# Bythiospeum transsylvanica
Bythiospeum transsylvanica is een slakkensoort uit de familie van de Hydrobiidae. De wetenschappelijke naam van de soort is voor het eerst geldig gepubliceerd in 1943 door Rotarides.